# Sitka
Sitka és una ciutat dels Estats Units situada a l'estat d'Alaska.

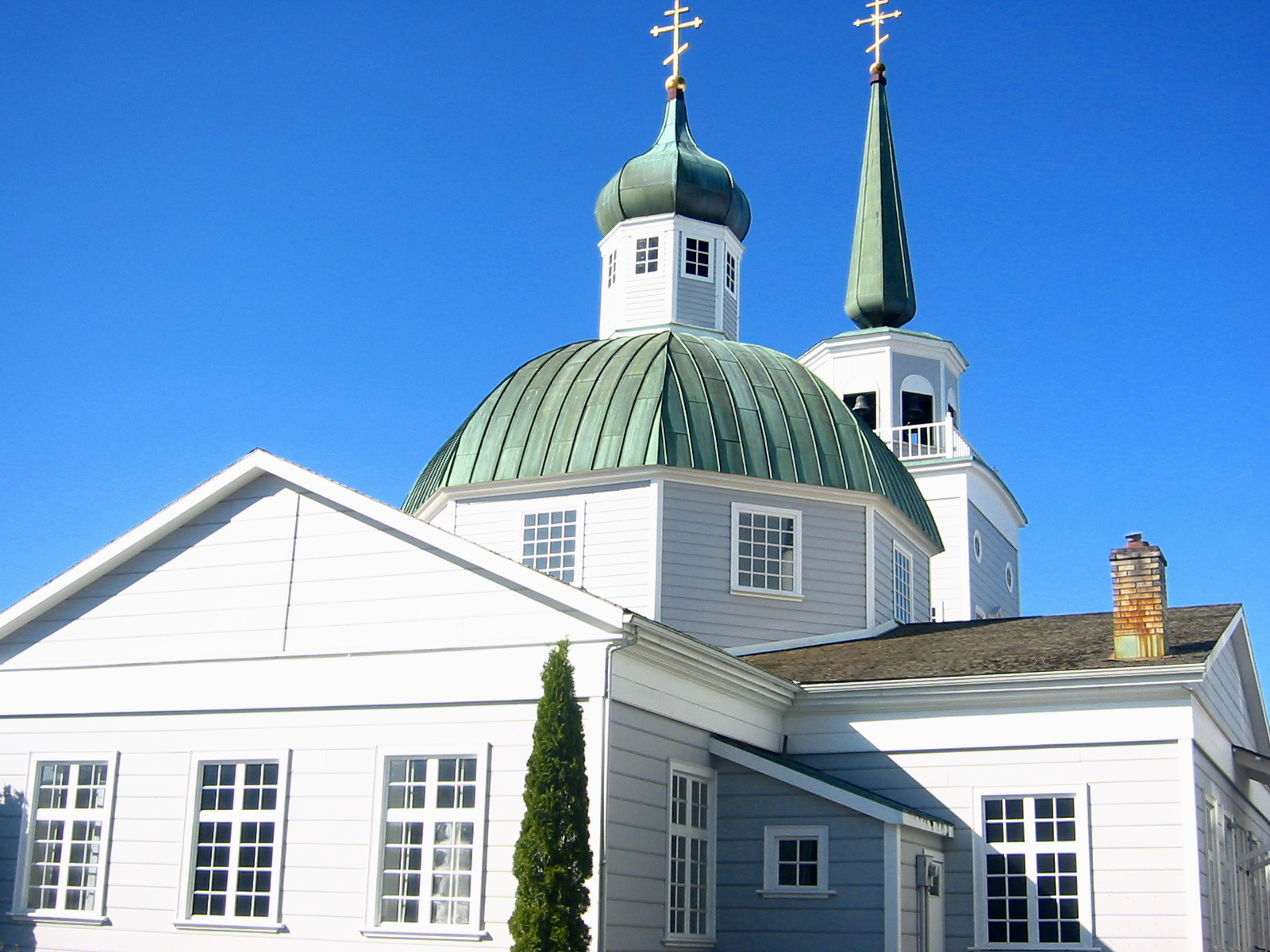
Catedral de Sant Miquel a Sitka

Sitka és al mateix temps una ciutat i un dels 27 districtes d'Alaska.
La seva superfície és de 12.461,8 km² (dels quals 5.018,2 km² estan ocupats per l'aigua).
Té una població de 8.835 habitants i una densitat de 0,5 hab/km² (segons el cens estatunidenc del 2000). La ciutat va ser fundada el 1799, i incorporada el 2 de desembre de 1971. És la més gran subdivisió subestatal en extensió territorial dels Estats Units d'Amèrica.
El nom de Sitka deriva de Sheet’ká, una contracció de la paraula Tlingit Shee At'iká, que significa "Gent de fora de Shee", essent Sheet’-ká X'áat'l (a vegades expressat com Shee) el nom Tlingit per a l'illa de Baranof que es troba al costat.
Era antigament un poblat Tlingit. La ciutat de Sitka va ser fundada el 1799 per Alexandre Baranov, governador de l'Amèrica Russa. El 1802 els indígenes Tlingit van destruir l'establiment i 4 anys després els russos el van reconstruir. El 1808 va ser nomenada capital de l'Amèrica russa. La ciutat era un important lloc en el comerç de pells, el monopoli del qual era de la Companyia Russo-Americana.